# Johannes Theodorus Mouton

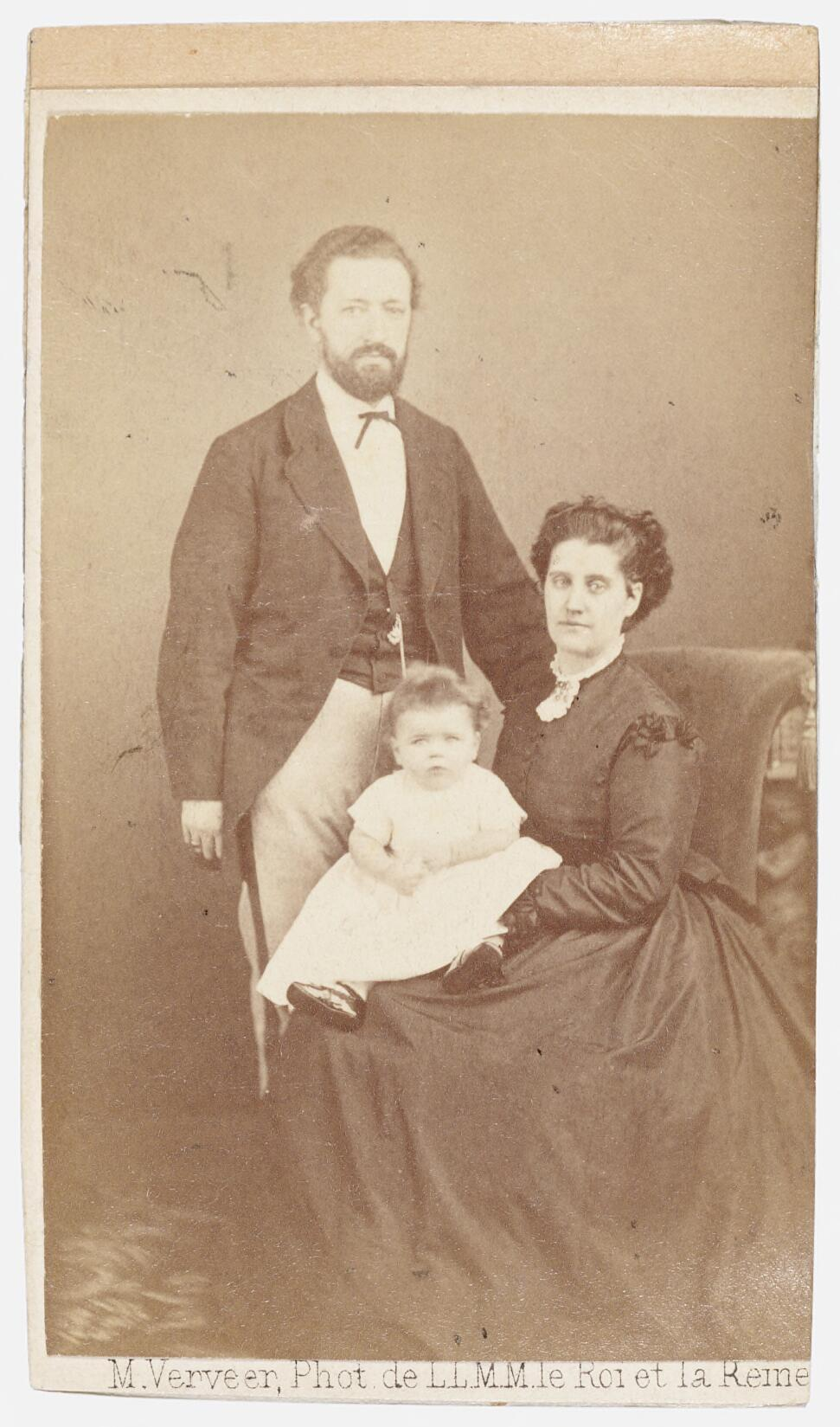
Johannes Mouton (1840-1912) en Carolina Troost (1841-1900) met een kind, waarschijnlijk Johannes Martinus Cornelis Mouton

Johannes Theodorus Mouton (Den Haag, 17 februari 1840 – aldaar, 4 augustus 1912) was doctor in de wis- en natuurkunde, secretaris van de Kamer van Koophandel, gemeenteraadslid en wethouder van Onderwijs en enig firmant van J. Mouton en Zoonen, een Haags bedrijf dat bestond uit een apotheek en een fabriek van farmaceutische producten.
Johannes was de zoon van Jan Maarten Mouton en Jacoba Geertruida Maria Eyssell. Hij trouwde op 27 mei 1868 met Anna Carolina Troost (1841-1900) met wie hij een zoon kreeg, Johannes Martinus Cornelis Mouton (1869-1924). Nadat zijn vrouw in 1900 was overleden huwde hij in 1907 Alida Maria Hendrina Mulder (1842-1937).

## Apotheker
Na zijn promotie tot farmaceutisch doctor beheerde hij een apotheek in de Spuistraat in Den Haag. In 1867 was hij lid van de commissie die belast was met het afnemen van de examens van hulpapotheker. Na een fabrieksbrand in 1878 staakte Mouton de productie van farmaceutische producten.

## Fabrikant
Op 23 december 1878 was hij met apotheker H. Nanning, A.H. Pareau (leraar Gymnasium), F.W. van der Putten, directeur Brood- en Meelfabriek en grondeigenaar J.N. Blauw oprichter van de 's-Gravenhaagsche Melkinrichting De Sierkan. De oprichters waren sinds 1872 lid van de Vereeniging tot verbetering van den Gezondheidstoestand te 's-Gravenhage. De 'margarineboterfabriek' De Sierkan werd in 1897 gebouwd op de locatie van de afgebrande fabriek. De nieuwe fabriek van 'kunstboter' begon met twee stoommachines en produceerde voor de export naar Engeland. Zo stelde Mouton zich ten doel om de lagere klassen een betaalbaar alternatief voor boter te bieden in de vorm van goede margarineboter, 'de boter voor de armen'. In krantenartikelen en brochures verweerde hij zich tegen de kritiek op de kunstboter.
De kwaliteit van zijn kunstboters bleek op nationale en internationale tentoonstellingen, waar tussen 1883 en 1887 vier zilveren en twee gouden medailles werden behaald. Toen De Sierkan moest worden uitgebreid werd de productie verplaatst naar de Geestbrug bij Rijswijk. De naam van het bedrijf werd daarbij omgezet in de NV Westenburch, waarvan Mouton gedelegeerd commissaris werd. Mouton behoorde ook tot de initiatiefnemers van de oprichting van de Hollandsche Fabriek van melkproducten NV Hollandia in Vlaardingen. In dit monumentale Hollandiagebouw bevindt zich een gedenksteen met de tekst "De eerste steen gelegd door dr. Johannes Theodorus Mouton van 's-Gravenhage, 19 oktober 1897"

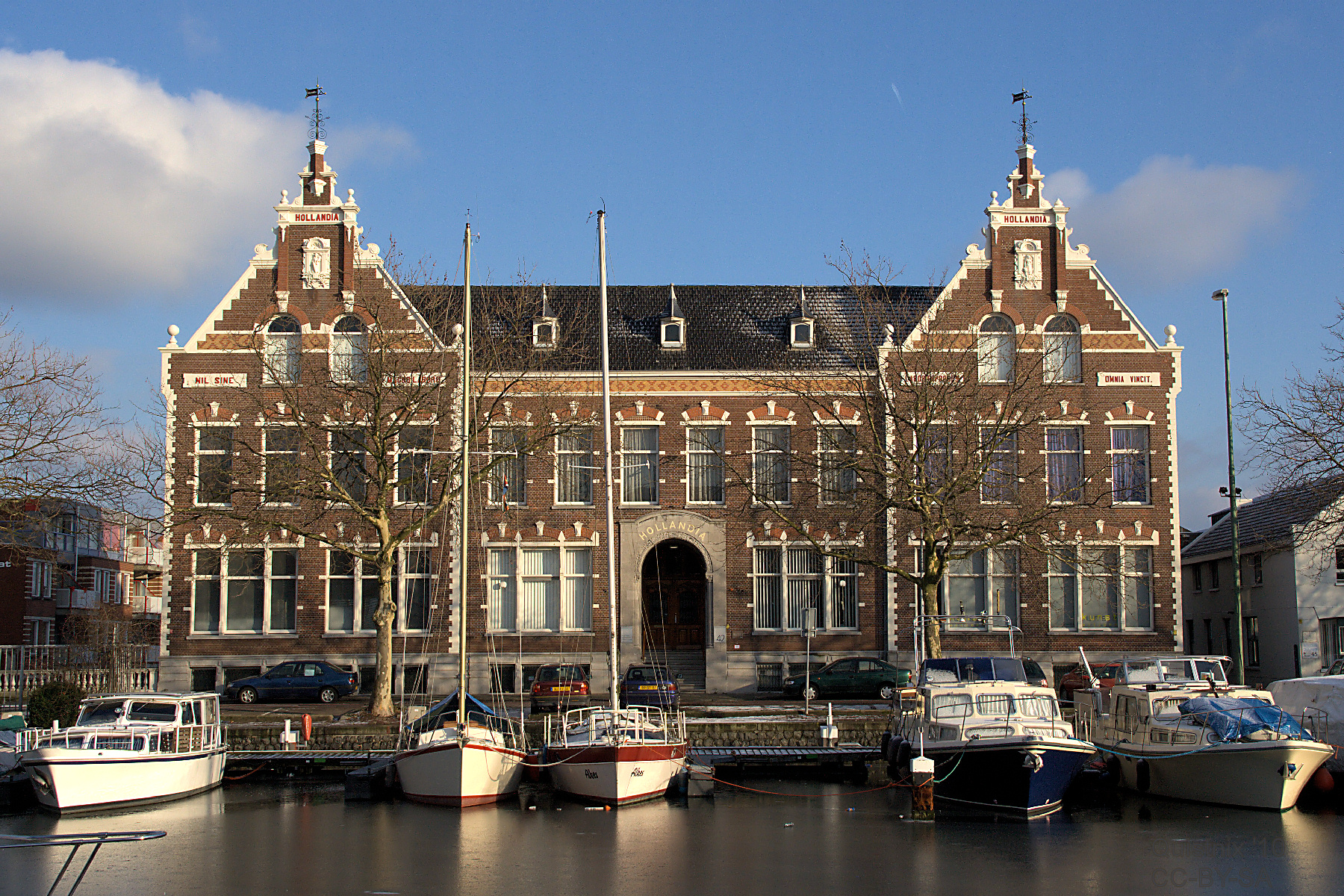
Hollandiagebouw in Vlaardingen

## Bedrijfsleven
Als industrieel wijdde Mouton zich aan de bevordering der belangen van handel, nijverheid en fabriekswezen. Na zijn functie als secretaris van de Kamer van Koophandel werd hij voorzitter. Later werd hij voorzitter van de Vereeniging ter Bevordering van Fabrieks- en Handwerknijverheid in Nederland (VFHN) en van de Vereeniging van Margarineboterfabrikanten in Nederland. Op 5 februari 1887 hield hij bij de "Vereeniging De Sphinx" een toespraak Over de voedingswaarde van suiker.
Mouton was een fervent tegenstander van de octrooien, die hij zag als belemmering van de industriële ontwikkeling.

## Wethouder van Onderwijs
In 1875 werd dr. Mouton gemeenteraadslid in Den Haag. Vooral het openbaar onderwijs in deze gemeente had zijn belangstelling. In 1887 werd hij benoemd tot wethouder van Onderwijs, en zou dat bijna 25 jaar blijven. Onder zijn bestuur kwamen vele hervormingen tot stand in zake het onderwijs in de gemeente Den Haag en werden vele schoollokalen aangebouwd. Verder regelde hij de subsidiëring van de bijzondere bewaarscholen. Een leerplicht boven de 12 jaar achtte hij destijds niet wenselijk vanwege het ontbreken van draagkracht bij de burgers.
Naast wethouder van onderwijs fungeerde hij als wethouder van openbare werken en was hij bij burgemeestervacatures tijdelijk plaatsvervangend hoofd der gemeente.
Op zijn initiatief kwamen verschillende hygiënische maatregelen tot stand. Zo pleitte hij als wethouder op het Natuur- en Geneeskundig Congres (1903) voor het zoveel mogelijk gebruiken van de Haagse duinwatervoorraad.
In 1897 toonde hij zich als wethouder een groot voorstander van schoolartsen.
Als wethouder was dr. Mouton ook voorzitter van de commissie voor het Gemeentemuseum Den Haag en commissaris van de Koninklijke Schouwburg.
Na een lidmaatschap van 1875 tot 1911 nam hij na bijna 40 jaar ontslag als raadslid in Den Haag.

## Idealisme
Naast zakelijke motieven had hij ook een idealistische instelling. Ook na zijn aftreden bleef zijn belangstelling voor het volksonderwijs, hetgeen blijkt uit zijn studies over de scholen voor 'achterlijke kinderen' en het Mannheimer onderwijsstelsel. Daarbij lette hij echter ook op de belangen van de bijzondere school. In diverse verenigingen, genootschappen en besturen zette dr. Mouton zich in voor volksontwikkeling, volksbeschaving en voor verbetering van het lot van den werkman. Zo werkte hij mee aan de totstandkoming van werkliedenverenigingen en -organisaties. Ook schreef hij artikelen over de sociale kwestie in verschillende tijdschriften en weekbladen. Bij de vorming van het Kabinet-Van Tienhoven in 1891, werd hem de portefeuille van Waterstaat aangeboden. Door zijn drukke werkzaamheden kon hij die uitnodiging niet aannemen, waarna Cornelis Lely minister werd. Ook hield hij bijvoorbeeld voor de Baarnse afdeling van de Nederlandsche Kinderbond in 1909 een rede over het Internationaal Congres voor zedelijke opvoeding die in Londen was gehouden.
Als ondervoorzitter Bond voor Slechthorenden zette hij zich in voor de belangen van slechthorenden op de scholen. Politiek sloot hij zich aan bij de vrijzinnige kiesvereniging 's-Gravenhage. Na zijn bedanken als wethouder werd hij een aantal jaren voorzitter van de Haagsche Vakantiekolonies.
Voor zijn verdiensten voor maatschappij en gemeente werd hij onderscheiden als ridder in de Orde van de Nederlandse Leeuw. In 1911 werd hij door president Fallières, bij diens bezoek aan Den Haag, gedecoreerd met het ridderkruis van het Legioen van Eer.
Johannes Mouton overleed kort nadat hij een operatie had ondergaan. In die tijd was hij, net als in 1911, bezig met de voorbereiding en regeling van het internationaal congres voor Morele Opvoeding. Hij werd begraven op Oud Eik en Duinen.